# Valguarnera (cognome)
Valguarnera è un cognome di lingua italiana.

## Varianti
Guarnera.

## Origine e diffusione
Il cognome è tipicamente siciliano.
Potrebbe derivare dal toponimo Valguarnera Caropepe in provincia di Enna; entrambi dovrebbero derivare dal prenome Guarniero, risultando quindi affini al cognome Guarnieri.
La variante Guarnera copre lo stesso areale.

## Persone
- Corrado Valguarnera – politico italiano
- Domenico Valguarnera – vescovo cattolico italiano